# 黑芥子苷
黑芥子苷（英语：sinigrin），又称烯丙基硫代葡萄糖苷（英语：allyl glucosinolate）。是一种硫代葡萄糖苷，存在于在许多十字花科植物中，如抱子甘蓝、西兰花、黑芥末（学名：Brassica nigra）的种子等。当这类含有黑芥子苷植物的组织受到损坏时，黑芥子酶会将黑芥子苷分解产生芥末油（异硫氰酸烯丙酯），产生和芥末和辣根一样的辛辣味。
白芥末（学名：Sinapis alba）籽辛辣味较小是因为其包含另一种硫代葡萄糖苷—白芥子苷。

## 分布
黑芥末籽首次被报导是在1839年,，科学家从黑芥末（学名： Sinapis nigra）中分离得到，由此命名为"sinigrin":Section 2。现在已知其在十字花科和山柑科等十字花目植物中广泛存在。

## 结构

E-黑芥子苷（黑芥子苷阳离子形式）

黑芥子苷的结构域在1930年开始构建，发现其是一种β-D-吡喃葡萄糖衍生物。但不清楚C=N键为Z式构象（即S和O原子在双键同一侧）还是E式构象（S和O原子在双键两侧）。直到1963年通过X射线衍射研究其钾盐才查明为Z式构象。

## 合成

### 生物合成
黑芥子苷在生物体内由甲硫氨酸经多步反应得到。

### 实验室合成
在1965年首次发表了黑芥子苷的实验室合成方法。后续又不断优化其合成路线，使得合成效率更高:Section 3。

## 作用
黑芥子苷作为硫代葡萄糖苷，在自然条件下是作为植物的防御物质。通过葡萄糖硫苷酶脱除黑芥子苷中葡萄糖基后，剩余部分经过重排得到芥末辛辣味物质异硫氰酸烯丙酯。当植物收到伤害时，就会引发该反应产生对许多虫子有毒的异硫氰酸烯丙酯.。这一过程也被称为“芥子油炸弹” 。黑芥子苷同时也是植物用于化感作用的物质。在这些植物作为食物的情况下，这些
硫代葡萄糖苷的浓度不会对人体产生中毒，然而可以作为一种调味料使用。
黑芥子苷在硫代葡萄糖苷中并不常见，因为它也是其他挥发性化合物的天然前体，包括环氧硫腈、烯丙基腈和烯丙基硫氰酸酯等:Fig. 22。